# Bernard Gregorius
Pas d'image ? Cliquez ici

a Compétitions nationales et continentales officielles uniquement.

Bernard Gregorius, né le 12 novembre 1990 à Wellington (Nouvelle-Zélande), est un joueur néo-zélandais de rugby à XIII évoluant au poste de centre.

## Biographie
Bernard Gregorius est né le 12 novembre 1990 à Wellington (Nouvelle-Zélande), d'un père néerlandais et d'une mère haïtienne. Sa sœur, Sarah Gregorius, est footballeuse professionnelle, internationale néo-zélandaise. Formé au rugby à XV jusqu'à 18 ans, Gregorius change alors de code et rejoint le rugby à XIII en jouant notamment dans l'équipe de moins de vingt ans des South Sydney et les Bears de North Sydney. Il rejoint ensuite la France et le club de Villefranche-de-Rouergue avec lequel il remporte le Championnat de France de deuxième division lors de la saison 2017.
Il est ensuite recruté par Lézignan où ses performances dès sa première saison au sein du club sont remarquées et y devient l'un des meilleurs marqueurs d'essais du Championnat de France.
Ces talents de marqueurs d'essais trouvèrent notamment une illustration au cours du Magic Week end, de 2018 au cours duquel  il inscrit trois essais face à Limoux, en « ayant fait basculer le match en faveur des siens, l’espace d’un quart d’heure au cœur de la seconde période ».

## Palmarès
- Collectif :
  - 1 fois champion de France de deuxième division : 2017 (Villefranche-de-Rouergue).